# کامیولیانو
کامیولیانو (به ایتالیایی: Camugliano) یک منطقهٔ مسکونی در ایتالیا است که در پونساچو واقع شده‌است. کامیولیانو ۴۰ نفر جمعیت دارد.